# Binnen-Mongolië

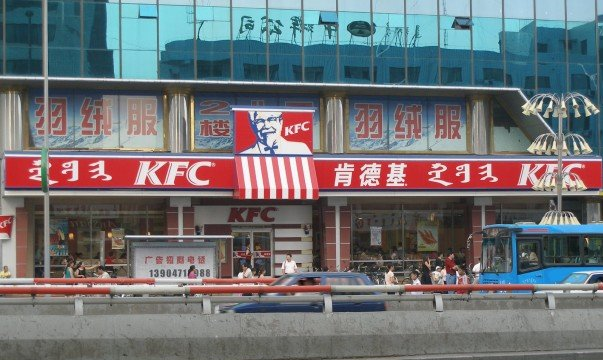
KFC in Hohhot met tweetalige reclamebord

Binnen-Mongolië, ook wel Nei Mongol of Zuid-Mongolië genoemd, is een autonome regio in China, grenzend aan Mongolië en Rusland in het noorden. Binnen wordt gebruikt om te onderscheiden van Buiten-Mongolië, de naam die de regering van China gebruikte om het huidige onafhankelijke Mongolië aan te geven, samen met het gebied Tannu Tuva dat onder Russisch gezag staat.
Het gebied van Binnen-Mongolië maakte sinds de val van de laatste keizer van de Noordelijke Yuan-dynastie, Ligdan Khan, in 1634 deel uit van het rijk van de Mantsjoes. Na hun verovering van China in 1644 maakte het vanaf dat tijdstip deel uit van het Chinese keizerrijk. Vanaf begin 18e eeuw tot aan 1949 was de hoogste boeddhistische geestelijke in het gebied de Changkya Koetoektoe.
De regering van Binnen-Mongolië gebruikt de naam öbür mongghul wat zoiets betekent als Zuidelijk (zonnige kant van de bergen) Mongolië. Deze naam wordt ook door sommige Mongolen gebruikt.
De autonome regio heeft een oppervlakte van 1,18 miljoen km² en een populatie van 23,8 miljoen inwoners. De hoofdstad is Hohhot.

## De grenzen
Van oost naar west:
- de provincies Heilongjiang, Jilin, Liaoning, Hebei, Shanxi, Shaanxi, Hui autonome regio Ningxia en Gansu.

In het noorden grenst de regio aan:
- Mongolië en Rusland

## Bevolking
Ongeveer 79% van de inwoners in Binnen-Mongolië is Han-Chinees. Mongolen maken volgens de laatste schattingen 17% van de bevolking uit. De derde grootste bevolkingsgroep zijn de Mantsjoes.

## Steden in Binnen-Mongolië
- Baotou
- Dongsheng
- Erenhot
- Hailar
- Hohhot (hoofdstad)
- Jining
- Linhe
- Manzhouli
- Ulanhot
- Wuhai
- Yakeshi

## Cultuur
Binnen-Mongolië is een autonome regio en heeft daarom een speciaal beleid voor Chinese minderheden. Zo is men hier verplicht Mongools naast Chinees als officiële taal te gebruiken. Deze regel wordt strikt nageleefd door de overheid. Op scholen wordt behalve Chinees ook les gegeven in het Mongools. Met name Mongoolse kinderen maken hier gebruik van. Het Mongoolse schrift wordt door de overheid en scholen gebruikt. De overheid stelt het gebruik van het Mongools schrift verplicht. Daarom zijn bijna alle overheidsgebouwen, treinstations, straatnamen en reclameborden van winkels en grote ketens zoals KFC en McDonald's voorzien van Chinees én Mongools in het Mongoolse alfabet.
Buiten Binnen-Mongolië wordt het Mongoolse schrift nauwelijks gebruikt. In (Buiten-) Mongolië wordt het cyrillisch alfabet gebruikt om Mongools te schrijven.

## Bestuurlijke indeling
De bestuurlijke indeling van Binnen-Mongolië ziet er als volgt uit:
| Kaart            | Nr.       | Naam       | Hanzi           | Hanyu Pinyin | Mongools (Mongools schrift) | Mongools (Latijns alfabet) |
| ---------------- | --------- | ---------- | --------------- | ------------ | --------------------------- | -------------------------- |
|                  |           |            |                 |              |                             |                            |
| Stadsprefecturen |           |            |                 |              |                             |                            |
| 2                | Bayan Nur | 巴彦淖尔市 | Bāyànnào'ěr shì |              | Bayannaγur                  |                            |
| 3                | Wuhai     | 乌海市     | Wūhǎi shì       |              | Üqai                        |                            |
| 4                | Ordos     | 鄂尔多斯市 | È'ěrduōsī shì   |              | Ordos qota                  |                            |
| 5                | Baotou    | 包头市     | Bāotóu shì      |              | Buγutu                      |                            |
| 6                | Hohhot    | 呼和浩特市 | Hūhéhàotè shì   |              | Kökeqota                    |                            |
| 7                | Ulanqab   | 乌兰察布市 | Wūlánchábù shì  |              | Ulaγančabu                  |                            |
| 9                | Chifeng   | 赤峰市     | Chìfēng shì     |              | Ulaγanqada                  |                            |
| 10               | Tongliao  | 通辽市     | Tōngliáo shì    |              | Töngliyao                   |                            |
| 12               | Hulunbuir | 呼伦贝尔市 | Hūlúnbèi'ěr shì |              | Kölün buir                  |                            |
| Unies            |           |            |                 |              |                             |                            |
| 1                | Alxa      | 阿拉善盟   | Ālāshàn méng    |              | Alaša ayimaγ                |                            |
| 8                | Xilin Gol | 锡林郭勒盟 | Xīlínguōlè méng |              | Sili-yin γool ayimaγ        |                            |
| 11               | Hinggan   | 兴安盟     | Xīng'ān méng    |              | Kingγan ayimaγ              |                            |